# USS Somerset (LPD-25)
El USS Somerset (LPD-25) es un buque de asalto anfibio estadounidense. Pertenece a la clase San Antonio, y es el quinto buque en la historia de la Armada de los Estados Unidos en llevar el nombre de Somerset, en honor al condado de Somerset, Pensilvania.
Además, el buque rinde tributo a los fallecidos en el vuelo 93 de United Airlines, el cual fue secuestrado el 11 de septiembre de 2001. La acción de los pasajeros pudo evitar que fuera estrellado contra el Capitolio por los 4 terroristas de Al Qaeda que lo controlaban. Dicho vuelo acabó precipitándose contra un campo en el condado de Somerset. En palabras del Secretario de la Marina, Gordon England, «el coraje y heroísmo de la gente a bordo del vuelo nunca será olvidado, y el USS Somerset dejará un legado que no será olvidado por aquellos que desean hacer daño a nuestro país». Para la construcción del buque, se ordenó que se utilizaran 22 toneladas de metal de los restos del fuselaje del vuelo 93.
El buque fue ordenado el 21 de diciembre de 2007 a Northrop Grumman Ship Systems, Pascagoula, Misisipi, y fue puesto en grada el 11 de diciembre de 2009. Fue botado en abril de 2012 y asignado en marzo de 2014.

## Características
El USS Somerset será un buque de asalto anfibio capaz de transportar más de 800 soldados a largas distancias. Para apoyar las operaciones anfibias contará con un hangar con capacidad para llevar 4 helicópteros medios y un dique inundable para una barcaza LCU o dos aerodeslizadores LCAC. Su armamento se limita a la autodefensa, contando con cañones y misiles antimisil de corto alcance.